# Adel Bagrou
 Adel Bagrou  es una localidad y comuna en la región de Hod Oriental del sureste de Mauritania. Está situada cerca de la frontera con Malí.
En 2000 tenía una población de 36.007 personas.